# Li Yanfeng
Li Yanfeng (xinès simplificat i tradicional: 李艳凤, pinyin: Lǐ Yànfèng, Comtat de Qinggang, 15 de maig de 1979) és una llançadora de disc xinesa. Li va guanyar el primer títol mundial de disc per a la Xina.
El seu millor tir personal és 67,98 metres, aconseguit al juny de 2011 a Schönebeck. El rècord xinès i asiàtic, està actualment en mans de Xiao Yanling amb 71,68 metres.